# Pozo del Mortero
Pozo del Mortero é um município da Argentina, localizada na província de Formosa